# Ла-Ферьер (Кот-д’Армор)
Ла-Ферье́р (фр. La Ferrière, брет. Kerhouarn, галло La Ferierr) — коммуна во Франции, находится в регионе Бретань. Департамент — Кот-д’Армор. Входит в состав кантона Ла-Шез. Округ коммуны — Сен-Бриё.
Код INSEE коммуны — 22058.

## География
Коммуна расположена приблизительно в 380 км к западу от Парижа, в 70 км западнее Ренна, в 45 км к югу от Сен-Бриё.

## Население
Население коммуны на 2008 год составляло 459 человек.
| 1962 | 1968 | 1975 | 1982 | 1990 | 1999 | 2008 |
| ---- | ---- | ---- | ---- | ---- | ---- | ---- |
| 494  | 533  | 502  | 498  | 470  | 448  | 459  |

## Экономика
В 2007 году среди 275 человек в трудоспособном возрасте (15—64 лет) 196 были экономически активными, 79 — неактивными (показатель активности — 71,3 %, в 1999 году было 72,9 %). Из 196 активных работали 181 человек (107 мужчин и 74 женщины), безработных было 15 (5 мужчин и 10 женщин). Среди 79 неактивных 23 человека были учениками или студентами, 32 — пенсионерами, 24 были неактивными по другим причинам.

## Достопримечательности
- Церковь Нотр-Дам[фр.] (XIV век). Исторический памятник с 2007 года[3]
- Крест XVII века. Исторический памятник с 1925 года[4]

## Фотогалерея
- Церковь Нотр-Дам
- Крест XVII века
- Карта коммуны